# الخدمة الطبية المشتركة (ألمانيا)

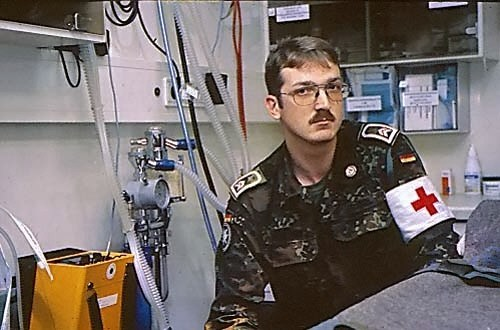
مسعف أثناء تنفيذ عمله في حلف الناتو (IFOR) في كرواتيا 1995

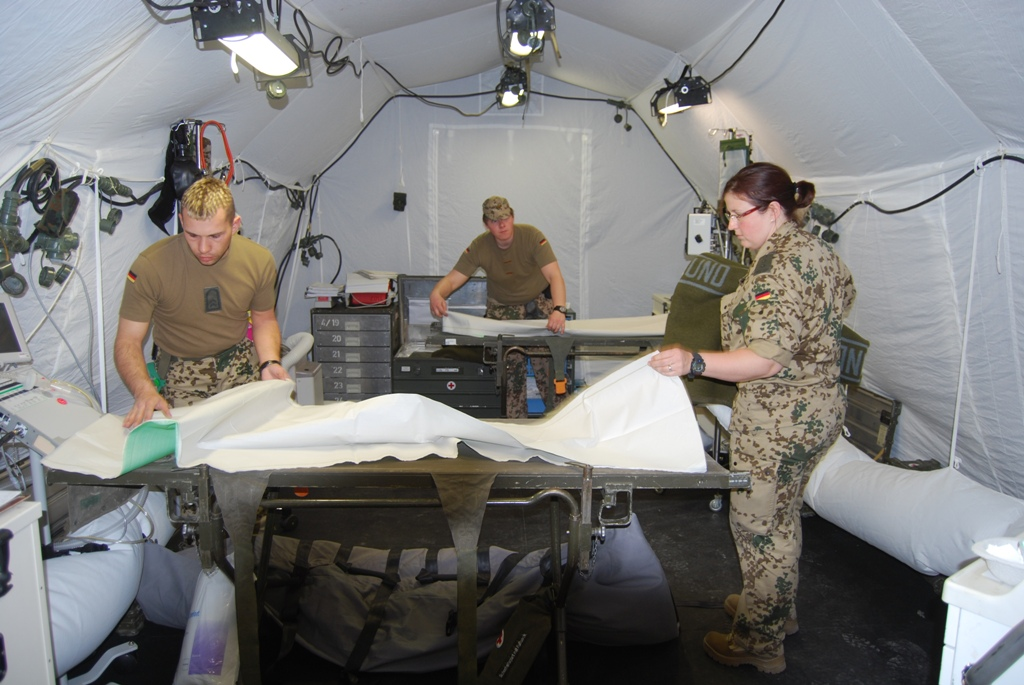
المستشفى الميداني

الخدمة الطبية المشتركة ( (بالألمانية: Zentraler Sanitätsdienst der Bundeswehr)‏ جزء من الجيش الألماني، والقوات المسلحة لألمانيا تفدم خدماتها إلى جميع فروع القوات المسلحة الثلاثة ( الجيش والبحرية والقوات الجوية). ومع ذلك، يظل أعضاء السلك الطبي المركزي أعضاء في فروعهم العسكرية. لا يتم دمج سوى عدد قليل من الوحدات الطبية المتخصصة مثل الرعاية الطبية للغواصين وأطقم الطائرات في الخدمة الطبية المشتركة. قبل عام 2002 كان لكل فرع عسكري خدمته الطبية الخاصة. ثم تم دمج الخدمات لتشكيل الخدمات الطبية المشتركة.

## رتب الخدمات الطبية المشتركة في الجيش الألماني
|                                                                      |                                                       |
| الجيش / القوات الجوية: Generaloberstabsarzt(GenOStArzt)rank insignia | البحرية:Admiraloberstabsarzt(AdmOStArzt)rank insignia |

### الجيش والقوات الجوية
| الطب البشري          | طب الأسنان    | مقابل              | طبيب بيطري         | الجيش والقوات الجوية | ما يعادلها الأجنبية |
| -------------------- | ------------- | ------------------ | ------------------ | -------------------- | ------------------- |
| Stabsarzt            | Stabsarzt     | Stabsapotheker     | Stabsveterinär     | هاوبتمان             | قائد المنتخب        |
| Oberstabsarzt        | Oberstabsarzt | Oberstabsapotheker | Oberstabsveterinär | رائد                 | رائد                |
| Oberfeldarzt         | Oberfeldarzt  | Oberfeldapotheker  | Oberfeldveterinär  | Oberstleutnant       | اللفتنانت كولونيل   |
| Oberstarzt           | Oberstarzt    | Oberstapotheker    | Oberstveterinär    | Oberst               | كولونيل             |
| Generalarzt          | Generalarzt   | Generalapotheker   | -                  | Brigadegeneral       | عميد جنرال          |
| Generalstabsarzt     | -             | -                  | -                  | Generalmajor         | لواء                |
| Generaloberstabsarzt | -             | -                  | -                  | جينيرال لوتنانت      | فريق في الجيش       |

### القوات البحرية
| الطب البشري          | طب الأسنان     | مقابل               | القوات البحرية    | ما يعادلها الأجنبية            |
| -------------------- | -------------- | ------------------- | ----------------- | ------------------------------ |
| Stabsarzt            | Stabsarzt      | Stabsapotheker      | كابيتينلويتننت    | أيتها الملازم                  |
| Oberstabsarzt        | Oberstabsarzt  | Oberstabsapotheker  | Korvettenkapitän  | قائد الفريق                    |
| Flottillenarzt       | Flottillenarzt | Flottillenapotheker | Fregattenkapitän  | قائد                           |
| Flottenarzt          | Flottenarzt    | Flottenapotheker    | Kapitän zur See   | قائد المنتخب                   |
| Admiralarzt          | Admiralarzt    | Admiralapotheker    | Flottillenadmiral | الأميرال الخلفي (النصف السفلي) |
| Admiralstabsarzt     | -              | -                   | Konteradmiral     | الأميرال الخلفي (النصف العلوي) |
| Admiraloberstabsarzt | -              | -                   | Vizeadmiral       | نائب الاميرال                  |